# ヨアヒム・クリストフ・フリードリヒ・フォン・イェーツェ

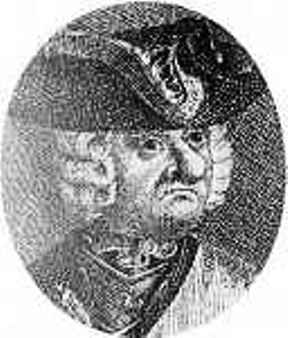

ヨアヒム・クリストフ・フリードリヒ・フォン・イェーツェ（Joachim Christoph Friedrich von Jeetze,1673年9月16日 - 1752年9月11日）は、プロイセン王国の貴族、軍人。最終階級は元帥。

## 概歴
イェーツェはヨアヒム・パルム・フォン・イェーツェとドロアーテ・エリーザベト・フォン・フィンツェルベルクの間にアルトマルクはホーエンヴルシュで生まれる。イェーツェ家は複数の家系に分かれてアルトマルクに多くの所領を持つ同地の古い貴族で、同時代の将軍アダム・フリードリヒは同族。13歳の時イェーツェは宮廷に上がり、最晩年の大選帝侯フリードリヒ・ヴィルヘルムに小姓として仕えた。
大選帝侯没後、イェーツェは第12歩兵連隊に入って軍人の道に進む。大同盟戦争が勃発するとこれに従軍、ライン方面での作戦を経てネーデルラント戦線で戦い、1694年リューティヒ攻略、1695年ナミュール占領に従事し、中尉となった。短い平和を挟んで行われたスペイン継承戦争では、はじめライン方面の戦いに従事し、次いでドナウ戦線に転じてバーデン＝バーデン辺境伯ルートヴィヒ・ヴィルヘルムの指揮下に入って戦った。1704年ブレンハイムの戦いに参加し、腹を撃たれて重傷を負う。このとき銃弾が見つからずに摘出に失敗したため体の中に弾が残ることになった。
その後イェーツェの部隊はイタリア戦線に転じ、1705年カッサーノの戦い、1706年トリノの戦い、1707年トゥーロン包囲戦にそれぞれ参加し、大尉に昇進、中隊長となった。以後プロイセンがフランスと講和するまでイタリア戦線に居続けるが、このあいだ1708年にドロテーア・ゾフィア・フォン・ボルシュテルと結婚した。1712年少佐に昇進。
プロイセンが大北方戦争に転じたあとの1715年、イェーツェはシュトラールズント包囲戦に従事して同年中佐となった。1719年大佐に昇進したのち、1725年第25歩兵連隊指揮官、1727年から第14歩兵連隊指揮官をそれぞれ勤め、1733年に第30歩兵連隊シェフとなって自分の連隊を持つに至る。ポーランド継承戦争にも従軍し、1737年少将となった。
フリードリヒ2世（大王）が即位してオーストリア継承戦争が始まるとイェーツェもこの軍に加わり、1741年、まずグローガウ攻略に参加する。その後行われたモルヴィッツの戦いではカルクシュタインの左翼歩兵戦列に属して戦い、その指揮について評価を得る。引き続きブリーク攻略にも従事したあと、しばらく捕虜取扱を任された。これらの功によりイェーツェは中将に昇進するとともに黒鷲勲章を授与され、さらにこの年の冬大王は、ナイセ総督に転じたシュヴェリーンの代わりにイェーツェをパイツ総督に据え、さらにヴォルミルシュテットとヴァンツレーベンの御領地監督頭（Amtshauptmann）の職を与えた。1742年のコトゥジッツの戦いでは左翼の戦闘焦点で指揮を採り、敵の猛攻をよく防いで勝利に貢献した。
1745年1月イェーツェは歩兵大将となる。ホーエンフリートベルクの戦いでは中央の歩兵戦列を指揮した。ゾーアの戦いでは右翼歩兵軍団の指揮を採り、大王の指導のもと高地の敵に対する攻撃を実施した。この攻撃はオーストリア軍の熾烈な砲撃によって配下の指揮官が何人も戦死するほどであったが、イェーツェは他の将軍の模範となる采配ぶりで攻撃を成功に導いた。講和後の1747年イェーツェは元帥に叙された。
1752年、イェーツェはポツダムで大王と会談中に卒中を起こし、そのまま死去した。

## 参考資料
- Joachim Engelmann, Friedrich der Grosse und seine Generale, （Podzun-Pallas-Verlag GmbH, 1988）
- Joachim Christoph von Jeetze. In: Allgemeine Deutsche Biographie (ADB). Band 13, Duncker & Humblot, Leipzig 1881, S. 751–753.
- ADB:Jeetze,_Joachim_Christoph_von Allgemeine Deutsche Biographie, herausgegeben von der Historischen Kommission bei der Bayerischen Akademie der Wissenschaften, Band 13 (1881), ab Seite 751